# Street Fighter V
Street Fighter V (яп. ストリートファイター V Сутори:то Фаита: Файбу:) — видеоигра в жанре файтинг, пятая (по нумерации) в серии Street Fighter, разработанная и изданная компанией Capcom. Выход версий игры для PC под управлением ОС Windows и консоли PlayStation 4 состоялся 16 февраля 2016 года; позже вышло издание игры в версии для компьютеров под управлением SteamOS.

## Геймплей
Street Fighter V, как и предшествующая ей Street Fighter IV, являет собой двухмерный файтинг с трёхмерной графикой, в котором первостепенной задачей игроков является достижение победы друг над другом посредством использования различных приёмов.
По мере проведения этих последних заполняется энергетическая шкала, которая, подобно имевшейся в Street Fighter X Tekken (а ещё ранее — в подсерии Alpha), имеет 3 деления; одно деление шкалы расходуется на проведение EX-спецприёма, тогда как полностью заполненная шкала может быть израсходована на проведение суперприёмов, которые в этой инкарнации называются Critical Art (буквально «критическая техника [боевого стиля]»). Также в SFV из Street Fighter III возвратилась шкала оглушения, заполняющаяся по мере получения различного рода атак и соответственно определяющая степень близости бойца к состоянию Dizzy, наступающему в случае заполнения шкалы.
Основное нововведение игры — ввод так называемой Ви-шкалы (англ. V-Gauge), располагающейся над энергетической шкалой и формально заменившей собой шкалу мщения из Street Fighter IV, а также трёх сопутствующих ей механик. Заполнение Ви-шкалы происходит либо посредством получения урона от атак оппонента, либо посредством использования так называемой Ви-способности (англ. V-Skill), специфичной для каждого персонажа (примеры: парирование для Рю, поглощение урона у Зангиева). В зависимости от персонажа, Ви-шкала может иметь разное количество делений. При заполнении Ви-шкалы на более чем одно деление игроку становится доступна функция Ви-реверсала (англ. V-Reversal), аналогичная механике Alpha Counter из подсерии Alpha; при полном же заполнении Ви-шкалы игрок может активировать функцию Ви-триггера (англ. V-Trigger), которая, как и Ви-способность, является специфической для каждого персонажа (временный прирост урона у Рю; призыв партнёрши у Рэйнбоу Мики, и так далее).

## Разработка
Игра была неофициально анонсирована через видеосервис YouTube 8 декабря 2014 года, где вскоре видео было изъято. Официальный же анонс произошёл днём позже на конференции PlayStation Experience 2014 в Лас-Вегасе, где также были озвучены целевые платформы — Windows и PlayStation 4. Игра базируется на движке Unreal Engine 4 и поддерживает кросс-платформенный мультиплеер. 16 февраля 2016 года состоялся релиз Street Fighter V для PlayStation 4 и персональных компьютеров. Средняя оценка проекта на момент выхода — 83 балла из 100.

## Синопсис

### Сюжет
Сюжетная линия Street Fighter V, призванная заполнить пробел между Street Fighter IV и Street Fighter III, складывается из двух основных составляющих: упрощенной кампании (доступной при выходе), раскрывающей предысторию и мотивацию персонажей, предопределяя их роль в действии полноценного сюжетного режима, оформленного в форме катсцен на движке игры; добавление последнего в игру состоялось в июле 2016 года в составе обновления A Shadow Falls..

### Персонажи
В изначальном релизном варианте Street Fighter V имела 16 игровых персонажей, из которых 4 являются новыми во франшизе. После выхода игры 18 персонажей было добавлено в ходе трёх регулярных обновлений-«сезонов» по шесть в каждом; эти персонажи, как и прочий пострелизный контент, могут быть приобретены посредством двух внутриигровых валют, из которых одна — Zenny — приобретается за реальную валюту, тогда как другая — Fight Money — зарабатывается со временем, проведенным в игре.
В нижеозначенном списке указаны подтверждённые на текущий момент персонажи в порядке времени их официального представления. Новые персонажи выделены жирным шрифтом.
| Игровые персонажи                                                  | Игровые персонажи                                                         | Игровые персонажи                               | Игровые персонажи                              | Игровые персонажи                              | Игровые персонажи                                | Игровые персонажи          |
| Изначально доступные                                               | Изначально доступные                                                      | Пострелизный контент                            | Пострелизный контент                           | Пострелизный контент                           | Пострелизный контент                             | Пострелизный контент       |
| ------------------------------------------------------------------ | ------------------------------------------------------------------------- | ----------------------------------------------- | ---------------------------------------------- | ---------------------------------------------- | ------------------------------------------------ | -------------------------- |
| - Рю - Чунь Ли - Чарли - М. Байсон - Кэмми - Бёрди - Кен - Некалли | - Вега - Р. Мика - Рашид - Карин - Зангиев - Лаура - Дхалсим - Ф. А.Н. Г. | - Алекс - Гайл - Балрог - Ибуки - Джури - Уриен | - Эбигейл - Акума - Эд - Колин - Менат - Дзеку | - Бланка - Коди - Фальк - Джи - Сагат - Сакура | - Э. Хонда - Джилл - Кагэ - Люсия - Пойзон - Сет | - Акира - Дан - Оро - Роуз |

## Отзывы
| Сводный рейтинг    | Сводный рейтинг            |
| Агрегатор          | Оценка                     |
| ------------------ | -------------------------- |
| GameRankings       | (PS4) 77,40 % (PC) 76,13 % |
| Metacritic         | (PS4) 78/100 (PC) 74/100   |
| Иноязычные издания |                            |
| Издание            | Оценка                     |
| Destructoid        | 8/10                       |
| Edge               | 70 %                       |
| EGM                | 8/10                       |
| Eurogamer          | 70                         |
| Famitsu            | 35/40                      |
| Game Informer      | 7,25/10                    |
| GameRevolution     | [ 36 ]                     |
| GameSpot           | 7/10                       |
| GamesRadar+        | [ 38 ]                     |
| IGN                | 8/10                       |
| PC Gamer (UK)      | 81 %                       |
| Play (UK)          | 9/10                       |
| Polygon            | 6,5                        |
| Slant Magazine     | 50 %                       |
| Giant Bomb         | [ 44 ]                     |
| PC Power Play      | 60 %                       |
| GamesTM            | 8/10                       |
| OPMAU              | 90 %                       |

| Сводный рейтинг | Сводный рейтинг |
| Агрегатор       | Оценка          |
| --------------- | --------------- |
| GameRankings    | 86,67 %         |

Проект получил преимущественно хорошие оценки прессы: средняя оценка версий игры на PlayStation 4 и Windows на агрегаторе Metacritic составляет 77 и 74 балла из 100 возможных, соответственно.

### Продажи
8 мая 2015 года Capcom сообщили, что к концу фискального 2016 года ожидают как минимум 2 миллиона проданных копий игры.